# Julius Sang
Julius Sang (ur. 30 czerwca 1946 w Kapsabet w Prowincji Rift Valley, zm. 9 kwietnia 2004 w Eldoret) – lekkoatleta kenijski, sprinter.
Startował na igrzyskach olimpijskich w Meksyku rozgrywanych w 1968 roku. Tam wystąpił w konkurencji biegu na 100 i 200 m, oba starty zakończył w fazie eliminacji.
W 1972 na igrzyskach w Monachium był w składzie kenijskiej sztafety 4 × 400 metrów, która zdobyła (pod nieobecność sztafety Stanów Zjednoczonych) mistrzostwo olimpijskie. Partnerami Sanga w zespole byli Robert Ouko, Charles Asati i Munyoro Nyamau. Sangowi zmierzono na ostatniej zmianie nieoficjalny czas 43,5 s. Zdobył na tych igrzyskach także brąz indywidualnie na 400 metrów, wyprzedzili go jedynie dwaj Amerykanie, Vincent Matthews i Wayne Collett.
Jego żoną była kenijska sprinterka Tekla Chemabwai.

## Rekordy życiowe
- bieg na 400 metrów – 44,92 (1972)